# Peridroma ortonii
Peridroma ortonii là một loài bướm đêm trong họ Noctuidae.